# John Bentley (rugby)
Ne doit pas être confondu avec John Edmund Bentley (1847-1913).
Pour les articles homonymes, voir John Bentley et Bentley.
John Bentley, né le 5 septembre 1966 à Dewsbury (Angleterre), est un joueur de rugby à XIII et rugby à XV, qui joue avec l'équipe d'Angleterre en 1988 et en 1997, évoluant au poste d'ailier. 

## Carrière
Il obtient sa première cape internationale le 23 avril 1988, à l’occasion d’un match contre l'équipe d'Irlande. De 1988 à 1996, il est joueur de rugby à XIII et il connaît des sélections en équipe de Grande Bretagne. En effet, c'est un ailier rapide, très agressif, qui peut briller à XIII comme à XV[réf. nécessaire].
En 1996, il signe à Newcastle, pour jouer au rugby à XV et il est sélectionné avec les Lions Britanniques en 1997 avant même de rejouer en équipe nationale d'Angleterre. Bentley dispute deux des trois test matchs avec les Lions britanniques en tournée en Afrique du Sud en 1997. Ses deux derniers matchs ont lieu en 1997, neuf ans après les deux premiers, le dernier se passe le 29 novembre, à l’occasion d’un match contre l'Afrique du Sud. Puis il retourne à nouveau au rugby à treize.

## Statistiques en équipe nationale
- 4 sélections avec l'équipe d'Angleterre
- Sélections par année : 2 en 1988, 2 en 1997
- Participation à la tournée des Lions 1997 en Afrique du Sud.